# ماء غريب
ماء غريب أو Gripe Water هو اسم متعارف عليه لمجموعة من المنتجات التجارية التي تخص الأطفال. وأول من انتجه شركة بريطانية في منتصف القرن التاسع عشر الميلادي اسمها وودواردز Woodwards.
والمنتج هو دواء متعارف عليه بين الناس في علاج مظاهر عدم الارتياح لدى الرضع بسبب تراكم الغازات أو مايعرف بالرضع المتمغصون COLIC BABIES.
وماء غريب هو مستحضر لحماية الطفل من الإزعاج المصاحب للمغص والانتفاخ من الرياح وتعطيه راحة سريعة.
وماء غريب دواء معروف ومنتشر في صيدليات المملكة العربية السعودية والعراق ودول أخرى منذ ما يقرب من أربعين سنة ولم يكن يعرف حينها انه يحتوي في محتوياته على نسبة قليلة من الكحول، مما جعل اجيالا متعاقبة تستخدمه رغم أن أحد مكوناته ممنوعة رسميا في بعض الدول. ولكن حاليا لا يحتوي أي مواد مخدرة، كما لا يوجد فيه كحول، وتختلف تركيبته من منتج لآخر، فقد يحتوي على بيكربونات الصوديوم، وزيت بذور الشبت، وزيت الكمون، والزنجبيل، والقرفة، وزيت النعناع، وسكر الفركتوز.

ويمكن الحصول على ماء غريب من الصيدلية بدون وصفة طبية.
وطريقة الاستعمال تختلف حسب كل منتج تجاري ويفضل الاسترشاد بالنشرة المطبوعة على المنتج أو استشارة الطبيب أو الصيدلالني كما هو مطبوع على زجاجة المنتج التي تنتجها شركة وودواردز:
من شهر إلى ستة أشهر ملعقة صغيرة واحدة، من ستة أشهر إلى سنة ملعقتين صغيرتين، ويمكن إعطاء هذه الجرعات خلال أو بعد كل رضعة حتى ستة مرات يومياً، وينصح ويقول الأطباء أن أغلب الحالات يكفيها ثلاث جرعات يومياً حتى يزول الألم من الطفل تماماً مع عدم إعطائه للطفل أثناء القيئ، وتحتوي الزجاجة على 148 ملغ، ويتكون ماء غريب في كل من 5 مل على الاتي:
زيت الشبث 2.3 ملغ - بيكربونات الصودا 52.5 ملغ، 
ويفضل حفظه في مكان بارد.